# Lepidamia kalosoma
Lepidamia kalosoma es una especie de pez del género Lepidamia, perteneciente a la familia Apogonidae, del orden Perciformes. 

## Descripción
Este pez tiene entre 6 a 8 escamas predorsales, 15 radios de la aleta pectoral, 9 a 10 branquiespinas desarrolladas y 39 a 45 escamas de la línea lateral. Se distribuye desde Bombay, India, hasta Vietnam.
Esta especie fue descripta por primera vez por Pieter Bleeker en 1852.
Lepidamia kalosoma es la especie más primitiva de las especies de lepidamia.